# مارك برايس (لاعب كريكت)
مارك برايس (20 أبريل 1960 في المملكة المتحدة - ) (بالإنجليزية: Mark Price)‏ هو لاعب كريكت بريطاني. لعب مع نادي مقاطعة غلاموركن للكريكت ‏.

## وصلات خارجية
- مارك برايس على موقع إي آس بي آن كريك إنفو (الإنجليزية)